# A Century Ends
A Century Ends è il primo album in studio del cantautore britannico David Gray, pubblicato nel 1993.

## Tracce
1. Shine – 4:33
2. A Century Ends – 5:10
3. Debauchery – 3:27
4. Let the Truth Sting – 5:30
5. Gathering Dust – 6:45
6. Wisdom – 4:15
7. Lead Me Upstairs – 4:55
8. Living Room – 3:45
9. Birds Without Wings – 4:50
10. It's All Over – 6:50

Durata totale: 50:00